# Despair (německá hudební skupina)
Despair (v překladu z angličtiny zoufalství, beznaděj) je německá speed/thrash metalová hudební skupina založená v roce 1986 v Dortmundu (tehdejší Západní Německo) v sestavě Robert Kampf (zpěv), Klaus Pachura (baskytara), Thomas "Donald" König (bicí), Waldemar Sorychta a Marek Greschek (kytary).
Kampf po nahrání debutového studiového alba s názvem History of Hate v roce 1988 z kapely odešel a založil hudební vydavatelství Century Media Records. Album se zároveň stalo první vydanou nahrávkou v historii firmy.
V první etapě své existence (v letech 1986–1993) vydali Despair tři dlouhohrající desky, dvě dema a dvě EP. V roce 2017 kapelu vzkřísil Waldemar Sorychta, do které angažoval bývalého zpěváka Morgoth Marca Grewa.

## Diskografie
Dema
- Surviving You Always (1987)
- Demo 1988 (1988)

Studiová alba
- History of Hate (1988)
- Decay of Humanity (1990)
- Beyond All Reason (1992)

Koncertní alba
- Tour flexi EP (1990) – live EP
- Slow Death (1991) – live EP